# أنت والمليون (برنامج)
أنت والمليون برنامج مسابقات من اختراع جون دي مول، مالك شركة إندمول العالمية. عرض لأول مرة عام 2010 في بريطانيا على القناة الرابعة باسم "The Million Pound Drop " («سقوط مليون جنيه إسترليني»)، وتم عرضه في أكثر من ثلاثين دولة حول العالم حتى الآن.
النسخة العربية المصرية ستنطلق يوم الجمعة في الرابع والعشرين من فبراير 2012 على قناة المحور وستقدمها الممثلة المصرية نجلاء بدر. قامت القناة بشراء حقوق 48 حلقة من المسابقة، وتم تسجيل جميعها في إستوديوهات إندمول الشرق الأوسط ببيروت. قيمة الجائزة المقدمة تبلغ مليون جنيه مصري.
تم اعتماد النموذج البريطاني في النسخة العربية المصرية، حيث هناك نسختان واحدة أمريكية وأخرى بريطانية، يختلفان في شكل الإستوديو والموسيقا التصويرية وتفاصيل بسيطة أخرى ولكن الفكرة نفسها.

## فكرة البرنامج
بكل حلقة ثنائي من المشاركين المصريين يتمتعان بقدر جيد من المعلومات العامة، يحصلان على مبلغ مليون جنيه مصري، مقسم إلى خمسين رزمة كل واحدة فيها 20 ألف جنيه مصري في بداية البرنامج، مهمتهم تكمن في كيفية المحافظة على المبلغ على مدى ثمانية أسئلة لكي يحصلوا على الجائزة المقدمة لهم.
قبل طرح السؤال عليهم اختيار فئة من بين فئتين تظهران لهما على شاشة عملاقة، بحيث السؤال له علاقة بهذه الفئة. لا يوجد وسائل مساعدة في المسابقة، وبحال عدم معرفتهم الإجابة، ليس لديهم سوى تقسيم المبلغ على الخانات الموجودة أمامهم.
لدى الثنائي في كل سؤال دقيقة واحدة لتحريك المبلغ، إما وضعه كليا على إجابة إذا كانا متأكدين منها، إما تقسيمه بين الخيارات التي يعتقدون أنها قد تكون صحيحة. المال الموضوع على خانات الإجابات الخاطئة يسقط إلى أسفل الإستوديو والموضوع على الجواب الصحيح يبقى وينتقل لسؤال التالي. عدد الخيارات المعطاة في كل سؤال هي على النحو التالي:
- السؤال الأول حتى الرابع : أربعة أحتمالات؛
- السؤال الخامس حتى السابع: ثلاثة أحتمالات؛
- السؤال الثامن والأخير : أحتمالان فقط.

لا يمكن تقسيم المبلغ على جميع الخانات بل يجب أن تبقى دائما خانة واحدة من خانات الخيارات فارغة من دون مال. يخرج الثنائي في أي لحظة من المسابقة بحال خسارتهم للمليون أو المبلغ الذي بحوزتهم آنذاك.

## المشتركون في البرنامج
| الحلقة | تاريخ العرض    | المتسابقين     | الأرباح      |
| ------ | -------------- | -------------- | ------------ |
| 1      | 24 فبراير 2012 | ندى ونديدة     | 20.000 ج.م.  |
| 2      | 02 مارس 2012   | عمر وعماد      | لا شيء       |
| 3      | 10 مارس 2012   | إبراهيم وإيمان | لا شيء       |
| 3      | 10 مارس 2012   | شادي وأحمد     | لا شيء       |
| 4      | 17 مارس 2012   | لبنى وفاروق    | لا شيء       |
| 4      | 17 مارس 2012   | شهد وكريم      | لا شيء       |
| 5      | 23 مارس 2012   | نيفين ومحمد    | لا شيء       |
| 6      | 30 مارس 2012   | شيماء وأحمد    | لا شيء       |
| 7      | 23 يوليو 2012  | لمياء وعمرو    | لا شيء       |
| 8      | 06 أبريل 2012  | مروى وتامر     | لا شيء       |
| 8      | 06 أبريل 2012  | عمر وعماد      | 200.000 ج.م. |

## روابط خارجية
- تراجع المليون على موقع IMDb (الإنجليزية)
- تراجع المليون على موقع كينوبويسك (الروسية)
- تراجع المليون على موقع قاعدة بيانات الفيلم (الإنجليزية)